# Porogymnaspis rufa
Porogymnaspis rufa är en insektsart som beskrevs av Green 1916. Porogymnaspis rufa ingår i släktet Porogymnaspis och familjen pansarsköldlöss. Inga underarter finns listade i Catalogue of Life.